# Alysia curata
Alysia curata är en stekelart som beskrevs av Fischer och Zaykov 1983. Alysia curata ingår i släktet Alysia och familjen bracksteklar. Inga underarter finns listade i Catalogue of Life.